# Стефаноз III
Стефаноз III (груз. სტეფანოზ; д/н — 786) — 11-й ерісмтавар (верховний князь) Іберії в 780—786 роках.

## Життєпис
Походив з династії Гуарамідів. Онук іберійського ерісмтавара Гуарама III, син Гуарама, еріставі Джавахеті та доньки Адарнасе III, ерісмтавара Іберії.
Ймовірно у 780 році після смерті батька став еріставі Джавахеті. Того ж року поставлений ерісмтаваром після повалення Нерсе. Ймовірно 785 року приєднався до антиарабського повстання, викликаного послабленням влади халіфа аль-Хаді. 786 року Хузайма ібн Хазім, валі Вірменії, придушив заколоти, повалив Стефаноза III, якого напевне було страчено. Спочатку трон було запропановано Арчілу з династії Хосровідів, але той відмовився навернутись до ісламу. Тому останнього страчено, а Іберійське князівство перетворено на провінцію аль-Армінія II (Джурзан).